# Armenien i Eurovision Song Contest 2006
Armeniens bidrag till Eurovision Song Contest 2006 valdes internt av deras sändare, ARMTV, som bestämde att den populära sångaren André skulle representera landet med låten "Without Your Love" (Utan din kärlek). Låten var skriven av Armen Martirosian och komponerad av Ara Torosian.

## Vid Eurovision
Vid Eurovision Song Contest i Aten fick André sjunga som nummer 1 i Semifinalen. Där fick han 150 poäng, vilket räckte till en 6:e plats, och därmed gick man till finalen den 20 maj 2006. I finalen fick Armenien 129 poäng, däribland två tolvor (högsta poäng) från Belgien respektive Ryssland. 129 poäng räckte till en 8:e plats i finalen.